# Вестлејк (Луизијана)
Вестлејк (енгл. Westlake) град је у америчкој савезној држави Луизијана.

## Демографија
По попису из 2010. године број становника је 4.568, што је 100 (-2,1%) становника мање него 2000. године.
| Група             | 2000.         | 2010.         |
| Белци             | 3.688 (79,0%) | 3.425 (75,0%) |
| Афроамериканци    | 838 (18,0%)   | 899 (19,7%)   |
| Азијати           | 10 (0,2%)     | 13 (0,3%)     |
| Хиспаноамериканци | 83 (1,8%)     | 152 (3,3%)    |
| Укупно            | 4.668         | 4.568         |